# Mặt trời lạnh
Mặt trời lạnh là một bộ phim truyền hình được thực hiện bởi Trung tâm Phim truyền hình Việt Nam do Lê Hùng Phương làm đạo diễn. Phim phát sóng vào lúc 20h00 thứ 2 đến thứ 4 hàng tuần bắt đầu từ ngày 2 tháng 6 năm 2025 và kết thúc vào ngày 6 tháng 8 năm 2025 trên kênh VTV3.

## Nội dung
Không chỉ là bộ phim gia đình kể về những xung đột trong mối quan hệ người nhà, ruột thịt mà ở đó còn là câu chuyện về cách ứng xử của những người thân với nhau, cách mà mỗi người trong gia đình ấy tôn trọng sự thật và ứng xử, hành động khi những rạn nứt, đổ vỡ xảy ra. Khi mỗi người trải qua dằn vặt vì những sai làm, đau khổ vì những che giấu để đến cuối cùng tìm thấy bình yên thì bà Dung (Minh Đức), Như Hương (Thân Thúy Hà), Nguyễn Lâm (Quốc Cường), mới nhận ra tình thân ngoài nền tảng tình yêu thươn‌g, còn cần sự thấu hiểu.
Bên cạnh đó "Mặt trời lạnh" còn là câu chuyện về những người trẻ mang trong mình đầy lý tưởng, hoài bão. Câu chuyện của Sơn Dương với lý tưởng về khu rừng xanh của mình, Lam Anh (Lê Khánh Linh), Akira (Thiên Vương) và Wee (Ricky Star), với khát khao làm phim về người khiếm thính, họ đã vượt qua bao gian nan để thực hiện ước mơ của mình như thế nào? Câu chuyện của họ hứa hẹn sẽ truyền cảm hứng tới các bạn trẻ: "làm sao để có ước mơ và làm thế nào để theo đuổi ước mơ đó đến tận cùng TP. Đà Lạt!"

## Diễn viên

### Diễn viên chính
- Trương Minh Thảo trong vai Nguyễn Sơn Dương[5]
- Lê Khánh Linh trong vai Lam Anh[6]
- Lê Tú Vi trong vai Mai Ly[7]
- Vũ Tuấn Việt trong vai Tuấn Trần[8]
- Minh Đức trong vai Bà Dung[9]
- Nguyễn Quốc Cường trong vai Ông Nguyễn Lâm
- Thân Thúy Hà trong vai Bà Như Hương[10]
- Mai Thu Huyền trong vai Bà Thúy[11]
- Trí Quang trong vai Ông Chương
- Nguyễn Anh Tú trong vai Tùy "Sẹo"
- Trần Tiến (Ricky Star) trong vai Wee
- Nguyễn Trịnh Thiên Vương trong vai Akira

### Diễn viên phụ
- Lê Văn Anh trong vai Hà Hoàn
- Linh Trung trong vai Điền Cha
- Hải Sơn trong vai Điền Con
- Hà Kim trong vai David Lê
- Dũng Hà ( Hà Việt Dũng ) trong vai Hoàng Hạc
  - Thanh Tùng trong vai Hoàng Hạc (lúc nhỏ)
- Lương Thị Thanh Hoa trong vai Trà My
- Lưu Phát trong vai Trung
- Phương Nguyễn trong vai Trề
- Tuyết Nương trong vai Mẹ Trà My
- Đặng Trần Thiên Tứ trong vai Bố Trà My
- Bảo Trung trong vai Minh Xù
- Minh Hoàng trong vai Đức Trọng
- Hiền Ngô trong vai Nhã Vy
- Hoàng Như Mỹ trong vai Hồng Nhung
- Nguyễn Sơn trong vai K'Bọt
- Cao Thùy Linh trong vai Lam Anh (lúc nhỏ)
  - Nguyễn Phương Linh trong vai Lam Anh (lúc nhỏ)
- Thiện Toàn trong vai Sơn Dương (lúc nhỏ)
  - Nguyễn Vũ Uy Nhân trong vai Sơn Dương (lúc nhỏ)
- Bùi Thị Như Quỳnh trong vai Mai Ly (lúc nhỏ)
- Minh Hùng trong vai Hiệp
- Phan Minh Trí trong vai Trọc
- Khương Hưng trong vai Vinh Âm Binh
- Kim Đào trong vai Chị Mai
- Ngô Hoàng trong vai Đàn Em Hiệp
- Thành Nhân trong vai Tùng Kiểm Lâm
- Thái Châu trong vai Linh Công an
- Nguyễn Ngọc Hà My trong vai Bé Mơ
- Bùi Minh Đức trong vai Bé Bơ
- Bùi Xuân Thắng trong vai ‌Tài Khói
- Nguyễn Trí Ngân trong vai Chị Hòa
- Đinh Hữu Thượng trong vai Bích Đào
- Diệp Phi Phụng trong vai trong vai Thúy Liễu
- Trần Quốc Trạng trong vai Xuân Mai
- Tuyết Dung trong vai Bà Xuân
- Lê Hùng Phương trong vai Ông Phúc
- Anh Đức trong vai Ông Thịnh
- Lê Triệu Vy trong vai Thảo

### Diễn viên khách mời
- Nguyễn Hữu Châu trong vai Bà Kiều Diễm
- Hương Giang trong vai Hương Giang ca sĩ
- PJPO trong vai Trưởng nhóm Rap
- Freaky trong vai Rapper 1
- Đạt Nhỏ trong vai Rapper 2

Cùng một số diễn viên khác...

## Ca khúc trong phim
| Danh sách nhạc phim theo thứ tự xuất hiện | Danh sách nhạc phim theo thứ tự xuất hiện | Danh sách nhạc phim theo thứ tự xuất hiện | Danh sách nhạc phim theo thứ tự xuất hiện | Danh sách nhạc phim theo thứ tự xuất hiện |
| STT                                       | Nhan đề                                   | Phổ lời                                   | Thể hiện                                  | Thời lượng                                |
| ----------------------------------------- | ----------------------------------------- | ----------------------------------------- | ----------------------------------------- | ----------------------------------------- |
| 1.                                        | "Phố mùa đông"                            | Bảo Chấn                                  | Quốc Thiên                                | 5:18                                      |
| 2.                                        | "Ngày không tên"                          | Việt Anh                                  | Hồ Trung Dũng, ft. Xuân Hiếu              | 4:38                                      |
| 3.                                        | "Cô gái hạnh phúc"                        | Ricky Star                                | Đạt Nhỏ, Fteaky, PJPO                     | 1:42                                      |

## Sản xuất
Mặt trời lạnh do Lê Hùng Phương làm đạo diễn, kịch bản của phim được chấp bút bởi nhóm biên kịch Nguyễn Thị Như Khanh. Ngày 20 tháng 10 năm 2024 khai máy.
Vai chính của phim lần lượt được giao cho Trương Minh Thảo, Lê Khánh Linh, Tú Vi, Vũ Tuấn Việt. Trong đó, tác phẩm lần này đã đánh dấu sự tái hợp của Tú Vi sau của bộ phim Trói buộc yêu thương, Vũ Tuấn Việt sau của bộ phim Cha tôi, người ở lại.
Casting diễn viên: Nguyễn Trịnh Thiên Vương, Tú Vi, Trương Minh Thảo, Nguyễn Anh Tú.
Buổi họp báo ra mắt bộ phim tổ chức vào ngày 16 tháng 5 năm 2025 tại Hồ Chí Minh, Tác phẩm sau đó chính thức lên sóng vào lúc 20h00 từ thứ 2 đến thứ 4 hàng tuần trên VTV3, bắt đầu từ ngày 2 tháng 6 cùng năm (nối sóng Cha tôi, người ở lại), hết của bộ phim 30 tập ban đầu.